# Pedro de la Rosa
Pedro Martínez de la Rosa (n. 24 februarie 1971, Barcelona) este un fost pilot spaniol de Formula 1. De la Rosa și-a făcut debutul în Formula 1 în 7 martie 1999 , devenind unul dintre puținii piloți care a acumulat un punct în cursa de debut.

## Cariera în Formula 1
| Sezon | Echipă                    | Număr puncte | Loc clasament general |
| ----- | ------------------------- | ------------ | --------------------- |
| 1998  | Benson and Hedges Jordan  | Pilot teste  | -                     |
| 1999  | Arrows                    | 1            | 18                    |
| 2000  | Arrows F1 Team            | 2            | 16                    |
| 2001  | Jaguar Racing             | 3            | 16                    |
| 2002  | Jaguar Racing             | 0            | -                     |
| 2004  | West McLaren Mercedes     | Pilot teste  | -                     |
| 2005  | West McLaren Mercedes     | 4            | 20                    |
| 2006  | Team McLaren Mercedes     | 19           | 11                    |
| 2007  | Vodafone McLaren Mercedes | Pilot teste  | -                     |
| 2008  | Vodafone McLaren Mercedes | Pilot teste  | -                     |
| 2009  | Vodafone McLaren Mercedes | Pilot teste  | -                     |
| 2010  | BMW Sauber F1 Team        | 6            | 17                    |
| 2011  | Sauber F1 Team            | 0            | -                     |
| 2012  | HRT F1 Team               | 0            | -                     |
| 2013  | Scuderia Ferrari          | Pilot teste  | -                     |